# Campionati mondiali di judo 2024
I campionati mondiali di judo 2024 si sono svolti dal 19 al 23 maggio 2024, presso la Mubadala Arena di Abu Dhabi, negli Emirati Arabi Uniti.
L'evento ha assegnato gli ultimi punti per il ranking di qualificazione olimpica dei Giochi della XXXIII Olimpiade

## Paesi partecipanti
Di seguito l'elenco dei paesi partecipanti Campionati, tra parentesi è indicato il numero totale di judoka.
- Algeria (5)
- Angola (4)
- Arabia Saudita (2)
- Argentina (5)
- Australia (4)
- Austria (12)
- Azerbaigian (11)
- Bahamas (4)
- Belgio (12)
- Benin (1)
- Bosnia ed Erzegovina (3)
- Brasile (18)
- Bulgaria (7)
- Burkina Faso (1)
- Camerun (3)
- Canada (11)
- Capo Verde (3)
- Cile (3)
- Cina (9)
- Cipro (7)
- Colombia (4)
- Corea del Sud (18)
- Costa Rica (1)
- Croazia (10)
- Cuba (7)
- Ecuador (3)
- Egitto (9)
- El Salvador (1)
- Emirati Arabi Uniti (8)
- Estonia (4)
- Finlandia (6)
- Francia (18)
- Filippine (1)
- Gabon (3)
- Gambia (1)
- Georgia (12)
- Germania (18)
- Giamaica (2)
- Giappone (18)
- Gran Bretagna (9)
- Grecia (4)
- Guatemala (1)
- Guinea (1)
- Guinea-Bissau (3)
- Hong Kong (2)
- Indonesia (2)
- Irlanda (2)
- Israele (13)
- Italia (18)
- Kazakistan (16)
- Kenya (1)
- Kosovo (3)
- Kirghizistan (5)
- Lettonia (2)
- Libano (1)
- Lituania (2)
- Madagascar (1)
- Malta (3)
- Mauritania (2)
- Messico (5)
- Mongolia (18)
- Montenegro (2)
- Marocco (6)
- Moldavia (7)
- Mozambico (1)
- Nuova Zelanda (1)
- Nicaragua (1)
- Panama (2)
- Paraguay (2)
- Paesi Bassi (17)
- Perù (3)
- Polonia (13)
- Portogallo (14)
- Porto Rico (2)
- Qatar (1)
- Rep. Ceca (4)
- Rep. Centrafricana (2)
- RD del Congo (1)
- Rep. Dominicana (5)
- Romania (9)
- Senegal (4)
- Serbia (10)
- Slovacchia (3)
- Slovenia (9)
- Sudafrica (2)
- Spagna (14)
- Svezia (3)
- Svizzera (6)
- Stati Uniti (14)
- Taipei cinese (3)
- Tagikistan (9)
- Thailandia (2)
- Tunisia (4)
- Turkmenistan (8)
- Turchia (15)
- Ucraina (8)
- Ungheria (9)
- Uruguay (1)
- Uzbekistan (18)
- Venezuela (4)
- Vietnam (1)
- Zambia (2)
- Atleti Rifugiati IJF (7)
- Atleti Neutrali  (21)

## Podi

### Uomini
| Categoria          | Oro                  | Argento           | Bronzo                  |
| 60 kg (dettagli)   | Giorgi Sardalashvili | Yang Yung-wei     | Taiki Nakamura          |
| 60 kg (dettagli)   | Giorgi Sardalashvili | Yang Yung-wei     | Lee Ha-rim              |
| 66 kg (dettagli)   | Ryoma Tanaka         | Takeshi Takeoka   | Luukas Saha             |
| 66 kg (dettagli)   | Ryoma Tanaka         | Takeshi Takeoka   | Vazha Margvelashvili    |
| 73 kg (dettagli)   | Hidayet Heydarov     | Tatsuki Ishihara  | Lavjargalyn Ankhzayaa   |
| 73 kg (dettagli)   | Hidayet Heydarov     | Tatsuki Ishihara  | Nils Stump              |
| 81 kg (dettagli)   | T'at'o Grigalashvili | Timur Arbuzov     | Lee Joon-hwan           |
| 81 kg (dettagli)   | T'at'o Grigalashvili | Timur Arbuzov     | Somon Makhmadbekov      |
| 90 kg (dettagli)   | Goki Tajima          | Nemanja Majdov    | Erlan Sherov            |
| 90 kg (dettagli)   | Goki Tajima          | Nemanja Majdov    | Tristani Mosakhlishvili |
| 100 kg (dettagli)  | Zelym Kotsoiev       | Shady Elnahas     | Dota Arai               |
| 100 kg (dettagli)  | Zelym Kotsoiev       | Shady Elnahas     | Nikoloz Sherazadishvili |
| +100 kg (dettagli) | Kim Min-jong         | Guram Tushishvili | Tamerlan Bashaev        |
| +100 kg (dettagli) | Kim Min-jong         | Guram Tushishvili | Alisher Yusupov         |

### Donne
| Evento            | Oro                     | Argento            | Bronzo              |
| 48 kg (dettagli)  | Bavuudorjiin Baasankhüü | Assunta Scutto     | Abiba Abuzhakynova  |
| 48 kg (dettagli)  | Bavuudorjiin Baasankhüü | Assunta Scutto     | Tara Babulfath      |
| 52 kg (dettagli)  | Odette Giuffrida        | Diyora Keldiyorova | Amandine Buchard    |
| 52 kg (dettagli)  | Odette Giuffrida        | Diyora Keldiyorova | Mascha Ballhaus     |
| 57 kg (dettagli)  | Huh Mi-mi               | Christa Deguchi    | Jessica Klimkait    |
| 57 kg (dettagli)  | Huh Mi-mi               | Christa Deguchi    | Momo Tamaoki        |
| 63 kg (dettagli)  | Joanne van Lieshout     | Angelika Szymańska | Clarisse Agbegnenou |
| 63 kg (dettagli)  | Joanne van Lieshout     | Angelika Szymańska | Laura Fazliu        |
| 70 kg (dettagli)  | Margaux Pinot           | Marie-Ève Gahié    | Shiho Tanaka        |
| 70 kg (dettagli)  | Margaux Pinot           | Marie-Ève Gahié    | Madina Taimazova    |
| 78 kg (dettagli)  | Anna-Maria Wagner       | Alice Bellandi     | Madeleine Malonga   |
| 78 kg (dettagli)  | Anna-Maria Wagner       | Alice Bellandi     | Emma Reid           |
| +78 kg (dettagli) | Wakaba Tomita           | Kayra Ozdemir      | Hilal Öztürk        |
| +78 kg (dettagli) | Wakaba Tomita           | Kayra Ozdemir      | Kim Ha-yun          |

### Misti
| Evento                   | Oro | Argento | Bronzo |
| Squadre miste (dettagli) | Mao Arai Mayu Honda Tatsuki Ishihara Komei Kawabata Kanta Nakano Hyōga Ōta Goki Tajima Ayami Takano Momo Tamaoki Ryuga Tanaka Shiho Tanaka Wakaba Tomita | Mathéo Akiana Mongo Orlando Cazorla Axel Clerget Léa Fontaine Joan-Benjamin Gaba Priscilla Gneto Coralie Hayme Faïza Mokdar Maxime-Gaël Ngayap Hambou Margaux Pinot Khamzat Saparbaev Florine Soula | Eter Askilashvili Luka Babutsidze Giorgi Chikhelidze Saba Inaneishvili Giorgi Jabniashvili Nino Loladze Sophio Somkhishvili Georgi Terashvili Guram Tushishvili                     |
| Squadre miste (dettagli) | Mao Arai Mayu Honda Tatsuki Ishihara Komei Kawabata Kanta Nakano Hyōga Ōta Goki Tajima Ayami Takano Momo Tamaoki Ryuga Tanaka Shiho Tanaka Wakaba Tomita | Mathéo Akiana Mongo Orlando Cazorla Axel Clerget Léa Fontaine Joan-Benjamin Gaba Priscilla Gneto Coralie Hayme Faïza Mokdar Maxime-Gaël Ngayap Hambou Margaux Pinot Khamzat Saparbaev Florine Soula | Thauany David Capanni Dias Giovanni Esposito Nicholas Mungai Christian Parlati Manuel Parlati Irene Pedrotti Gennaro Pirelli Kim Polling Lorenzo Rigano Erica Simonetti Asya Tavano |

## Medagliere
| Posizione           | Paese                 | Oro | Argento | Bronzo | Totale |
| ------------------- | --------------------- | --- | ------- | ------ | ------ |
| 1                   | Giappone              | 4   | 2       | 4      | 10     |
| 2                   | Georgia               | 2   | 1       | 2      | 5      |
| 3                   | Corea del Sud         | 2   | 0       | 3      | 5      |
| 4                   | Azerbaigian           | 2   | 0       | 0      | 2      |
| 5                   | Francia               | 1   | 2       | 3      | 6      |
| 6                   | Italia                | 1   | 2       | 1      | 4      |
| 7                   | Germania              | 1   | 0       | 1      | 2      |
| 7                   | Mongolia              | 1   | 0       | 1      | 2      |
| 7                   | Paesi Bassi           | 1   | 0       | 0      | 1      |
| 10                  | Canada                | 0   | 2       | 1      | 3      |
| -                   | Atleti Neutrali (AIN) | 0   | 1       | 2      | 3      |
| 11                  | Uzbekistan            | 0   | 1       | 1      | 2      |
| 11                  | Turchia               | 0   | 1       | 1      | 2      |
| 13                  | Taipei cinese         | 0   | 1       | 0      | 1      |
| 13                  | Polonia               | 0   | 1       | 0      | 1      |
| 13                  | Serbia                | 0   | 1       | 0      | 1      |
| 16                  | Spagna                | 0   | 0       | 2      | 2      |
| 17                  | Finlandia             | 0   | 0       | 1      | 1      |
| 17                  | Regno Unito           | 0   | 0       | 1      | 1      |
| 17                  | Kazakistan            | 0   | 0       | 1      | 1      |
| 17                  | Kosovo                | 0   | 0       | 1      | 1      |
| 17                  | Kirghizistan          | 0   | 0       | 1      | 1      |
| 17                  | Svezia                | 0   | 0       | 1      | 1      |
| 17                  | Svizzera              | 0   | 0       | 1      | 1      |
| 17                  | Tagikistan            | 0   | 0       | 1      | 1      |
| Totale (23 nazioni) | Totale (23 nazioni)   | 15  | 15      | 30     | 60     |

## Premi economici
Il montepremi totale è stato 998.000 euro, di cui 798.000 euro per gli eventi individuali e 200.000 euro per quelli a squadre.
| Medaglia |         | Individuale | Individuale | Individuale |         | Squadre miste | Squadre miste | Squadre miste |
| Medaglia | Totale  | Judoka      | Allenatore  | Totale      | Judoka  | Allenatore    |               |               |
| Oro      | €26.000 | €20.800     | €5.200      | €90.000     | €72.000 | €18.000       |               |               |
| Argento  | €15.000 | €12.000     | €3.000      | €60.000     | €48.000 | €12.000       |               |               |
| Bronzo   | €8.000  | €6.400      | €1.600      | €25.000     | €20.000 | €5.000        |               |               |